# Kaj Tiel Plu

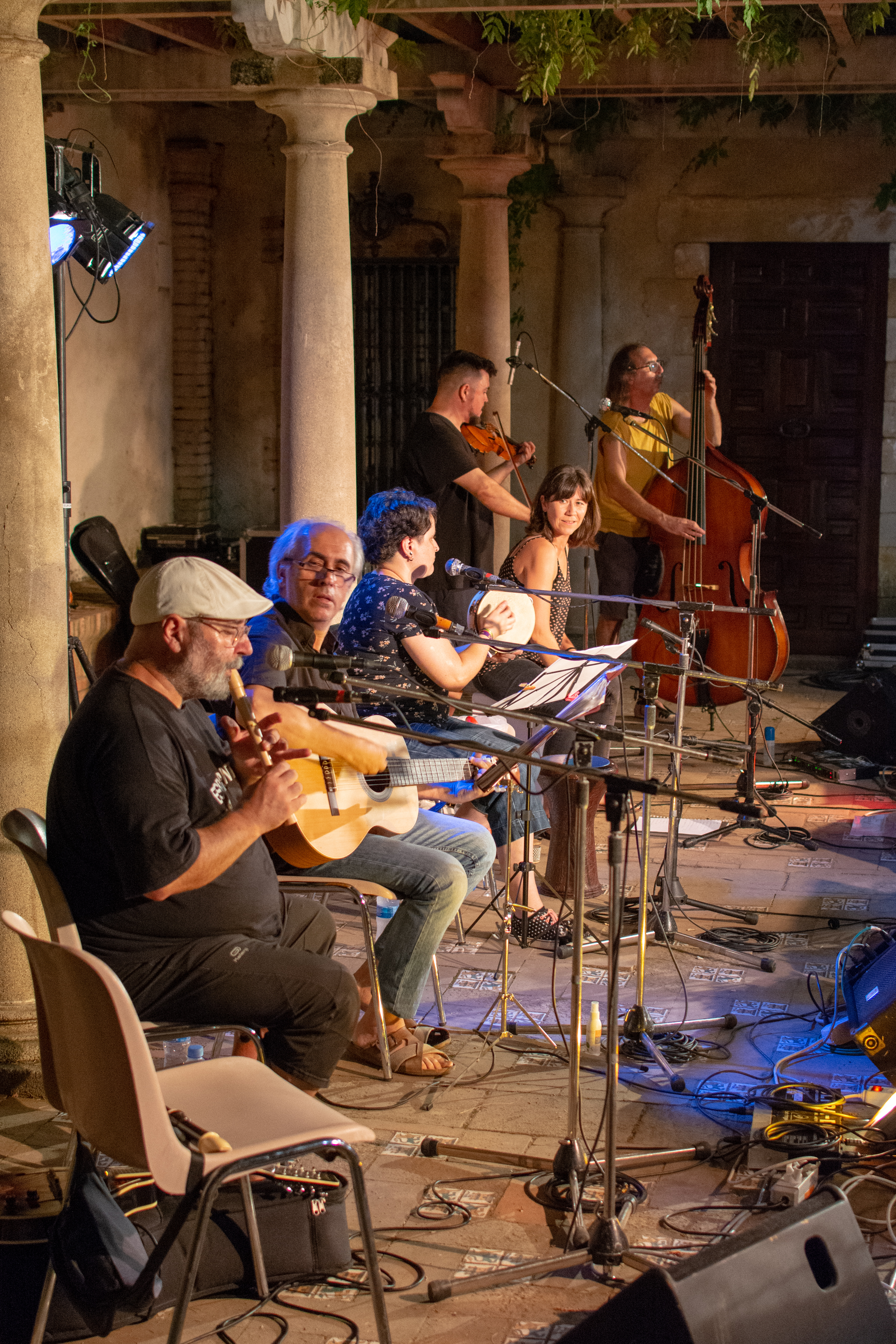
Concert de Kaj Tiel Plu en 2019.

Kaj Tiel Plu est un groupe espérantophone de musique traditionnelle fondé en 1986 par les Catalans Pep Tordera et Xevi Rodon. Il propose des versions en espéranto de chansons traditionnelles catalanes, occitanes, séfarades, judéo-catalanes et d'autres, et même de chants de la Guerre civile espagnole.

## Historique
Le groupe débute en 1986 en tant que duo au Forum international des jeunesses espérantistes de Castelfranco Veneto. Ensuite, et sous diverses appellations (Kordoj, Kataluna kvaropo), il se produit en Hongrie, Pays-Bas, Italie, Occitanie, Pays basque et Pays catalans, toujours dans le cadre discret des rencontres de jeunes espérantistes. Plus tard, le duo devient quartet avec la venue de Josep Maria Milla et Carles Vela et, en 1998, à l'occasion du 83e Congrès mondial d'espéranto de Montpellier, le groupe intègre des nouveaux musiciens et étend ses concerts vers un public non espérantiste.
En février 2012, Kaj Tiel Plu a édité trois albums ainsi qu'un recueil de chansons catalanes en espéranto, Fajreroj (1989).